# France Info

Logo seit 2016

France Info (auch Franceinfo; Eigenschreibweise im Logo franceinfo) ist ein öffentlich-rechtliches Nachrichtenangebot in Frankreich, das über Hörfunk, Fernsehen und das World Wide Web verbreitet wird. Es wurde 1987 als Hörfunk-Nachrichtensender von der Rundfunkanstalt Radio France ins Leben gerufen und genoss auf Anhieb einen großen Publikumserfolg. 2016 wurde es um einen gleichnamigen Fernsehsender ergänzt und wird seitdem gemeinsam von Radio France und der Fernsehanstalt France Télévisions betrieben. Unter derselben Marke betreiben die beiden Gesellschaften ein Internetangebot, für das im World Wide Web der Domain-Name francetvinfo.fr benutzt wird. France Info war der erste reine Nachrichtensender in Frankreich.

## Geschichte
France Info wurde auf Initiative von Roland Faure gegründet, der im Dezember 1986 Generaldirektor von Radio France geworden war. Die Gründung fiel in eine Zeit, in der die Rundfunkanstalt mit Budgetkürzungen und Stellenstreichungen zu kämpfen hatte, und stieß deshalb intern auf Widerstände. Unter anderem übernahm der neue Sender zwei Sendestationen des kurz zuvor von Radio France wegen Erfolglosigkeit eingestellten Jugendsenders Radio 7.

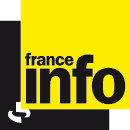
Logo 2008 bis 2016

Am 1. Juni 1987 nahm France Info als erster reiner Nachrichtensender Frankreichs unter der Leitung von Jérôme Bellay mit etwa 30 eigenen, überwiegend jungen Journalisten den Sendebetrieb auf. Bereits am Tag der ersten Ausstrahlung konnte der Sender dank dem in Beirut stationierten Korrespondenten von Radio France, Alain Ménargues, zeitnah über die Neuigkeiten bezüglich des tödlichen Attentats auf den libanesischen Ministerpräsidenten Rashid Karami berichten; am Folgetag gestattete es wiederum die privilegierte Stellung eines Journalisten von Radio France, nämlich des Lyoner Chefredakteurs Maurice Fusier, bei einem Großbrand im Hafen von Lyon exklusiv aus der Einsatzleitstelle zu berichten.
Das Programm von France Info war von Anfang an strukturiert durch viertelstündliche halbstündig ausgestrahlte Kurznachrichten. Beiträgen der lokalen Niederlassungen von Radio France in den Regionen wurde relativ viel Sendeplatz eingeräumt.
Nur ein Jahr nach Sendebeginn zählte France Info bereits mehr als eine Million regelmäßige Hörer.
Bellays Nachfolger an der Spitze von France Info wurde Pascal Delannoy. Unter seiner Leitung wurde die bloße stetige Wiederholung von Nachrichtenmeldungen aufgelockert durch die Stärkung reportagenartiger Elemente. Delannoy wurde nach 13 Jahren im Amt 2002 von Michel Polacco abgelöst. Dieser erhöhte die Anzahl von kolumnenartigen Kommentarreihen von 45 auf 75 und führte Sondersendungen wie die Jeudis de l’Europe („Europa-Donnerstage“) oder die Semaines d’Asie („Asien-Wochen“) ein. Er konnte aber nicht verhindern, dass die Zuhörerzahlen von 5,75 Millionen im Jahr 2003 auf 4,5 Millionen 2017 sanken. Im April 2017 gab Polacco die Leitung des Senders an Patrick Roger ab.
Am 10. Juli 2016 gaben die Generaldirektoren von Radio France und France Télévisions, Mathieu Gallet und Delphine Ernotte, bekannt, dass France Info zusätzlich zum weiter bestehenden Hörfunkprogramm ab dem 1. September 2016 auch als Fernsehsender im terrestrischen Netz ausgestrahlt werde und fortan von den beiden Anstalten gemeinsam betrieben werde.

## Reichweite
Das Hörfunkprogramm von France Info ist mit großem Abstand das meistgehörte reine Nachrichtenradio Frankreichs und steht in der Rangliste aller Radioprogramme Frankreichs auf Platz drei hinter France Inter und RMC (Stand Juni 2022). Das Internetangebot der Marke war im Juli 2022 dasjenige mit den drittmeisten Abrufen (156,4 Millionen) der vom Marktanalysten ACPM erfassten Internetdienste hinter dem Kleinanzeigendienst Leboncoin und knapp hinter dem Onlineauftritt der Regionalzeitung Ouest-France (157,1 Mio.).
Das France-Info-Fernsehprogramm war im Jahr 2021 mit einem Zuschaueranteil von 0,7 % der viertmeist gesehene Nachrichten-Spartensender in dem Land, hinter BFM TV (2,9 %), CNews (2,0 %) und LCI (1,1 %).